# Sainte-Anne-sur-Brivet
Sainte-Anne-sur-Brivet település Franciaországban, Loire-Atlantique megyében. Lakosainak száma 3014 fő (2022. január 1.). Sainte-Anne-sur-Brivet Campbon, Drefféac, Guenrouet, Pontchâteau és Quilly községekkel határos.

## Népesség
A település népessége az elmúlt években az alábbi módon változott:
| Lakosok száma | 1233 | 2004 | 2093 | 2204 | 2793 | 2922 | 2967 | 2933 | 2964 | 3014 |
|               | 1968 | 1982 | 1990 | 2006 | 2013 | 2015 | 2017 | 2019 | 2020 | 2022 |